# 大阪駅前第3ビル
大阪駅前第3ビル（おおさかえきまえだいさんビル）は、大阪府大阪市北区梅田一丁目にある雑居ビル。
第1ビルから第4ビルまで存在する大阪駅前ビルにおいて、最も高い高層ビルである。

## 概要
このビルは1979年（昭和54年）9月に、3棟目の大阪駅前ビルとして建設された。1986年（昭和61年）に大阪ビジネスパーク（OBP）に完成した「ツイン21」に抜かれるまでは、大阪駅前第3ビルが西日本一の高さの超高層ビルであった。そのため、当時の在阪マスコミは、「第3ビル○杯分のビール消費量」のように、大きな容積の基準として大阪駅前第3ビルをよく用いていた。
エレベーターは低層用、高層用、ともに日立製となっている。非常用は三菱製。大阪駅前ビル全4棟の中で唯一、エレベーター内でBGMが流れる。
フロアの構成は以下の通りになっている。
- 34・R1・R2階：機械室
- 32 - 33階：レストラン
  - 中納言（32階）
- 22 - 31階：オフィス
- 20 - 21階：多目的フロア
- 19階：大阪産業大学梅田サテライトキャンパス
- 18階：クリニックフロア
- 3 - 17階：オフィス（ただし13階部分は機械室・いわゆるゴーストフロアであるため、エレベーターは停止しない。ビル外観の写真でも、13階部分だけが窓ガラスが無くルーバーになっている）
- 地下2 - 地上2階：店舗
  - 地下1階・2階には、居酒屋、ファミレス、ファーストフードといった飲食店と、金券ショップが多く店舗を構える。
  - また、オフィス階には法律事務所や会計事務所など士業関連の事務所が多く、テレビ局の支社も入居する。

### 主な法人テナント
- 鉄道弘済会（6階）
- 西日本放送大阪支社（11階）
- 山梨県・熊本県・大分県・沖縄県各大阪事務所（21階）
- 鳥取県総務部関西本部（22階）
- 関光汽船・阪九フェリー（23階）
- 広島テレビ放送・鹿児島讀賣テレビ各大阪支社（24階）
- トクトクチケット（地下2階）

## 最寄駅
- JR東西線 北新地駅
- 地下鉄谷町線 東梅田駅
- 地下鉄御堂筋線 梅田駅